# Stazione di Caldonazzo
Stazione di Caldonazzo vasútállomás Olaszországban, Trentino-Alto Adige régióban, Caldonazzo településen.

## Vasútvonalak
Az állomást az alábbi vasútvonalak érintik:
- Trento–Velence-vasútvonal

## Kapcsolódó állomások
A vasútállomáshoz az alábbi állomások vannak a legközelebb: 
- Stazione di Levico Terme
- Stazione di Calceranica